# Boophis burgeri
Boophis burgeri är en groddjursart som beskrevs av Frank Glaw och Miguel Vences 1994. Boophis burgeri ingår i släktet Boophis och familjen Mantellidae. IUCN kategoriserar arten globalt som otillräckligt studerad. Inga underarter finns listade.